# Sebastião Pais de Barros
O Capitão Sebastião Pais de Barros, filho do capitão-mor governador Pedro Vaz de Barros, sertanista, que Silva Leme estuda no volume III de sua «Genealogia Paulistana», pg. 502.
Também muito notável pelos serviços prestados à coroa; esteve a partir de 1670 na qualidade de cabo em Tocantins e no Maranhão com o governador Antônio de Albuquerque Coelho de Carvalho. Datada de 24 de abril de 1674, há uma Carta do Príncipe Regente D. Pedro, futuro D. Pedro II, a ele dirigida como Cabo da Tropa do Sertão do Maranhão: «Cabo da tropa da gente de São Paulo vos achais nas cabeceiras do rio de Tocantins, e Grão Pará», isto é,  sertões do rio São Francisco e do atual Estado do Piauí até as margens do Tocantins, no Maranhão.  Exortando-o a remeter a Portugal amostras dos minerais descobertos. 
Mas Sebastião morreu pouco depois no sertão, ainda em 1674, levando consigo o segredo das descobertas. Quando ali chegou o clérigo Antônio Raposo, paulista que vinha de Lisboa para se lhe reunir, não mais o encontrou. 
Era seu ajudante na bandeira Pascoal Pais de Araújo. 
Foi casado com Catarina Tavares, filha de Francisco de Miranda Tavares e de Isabel Pais Borges de Cerqueira, por esta, neta de Simão Borges de Cerqueira e de Lucrécia Leme. Catarina havia morrido em 1671. 